# Liffey

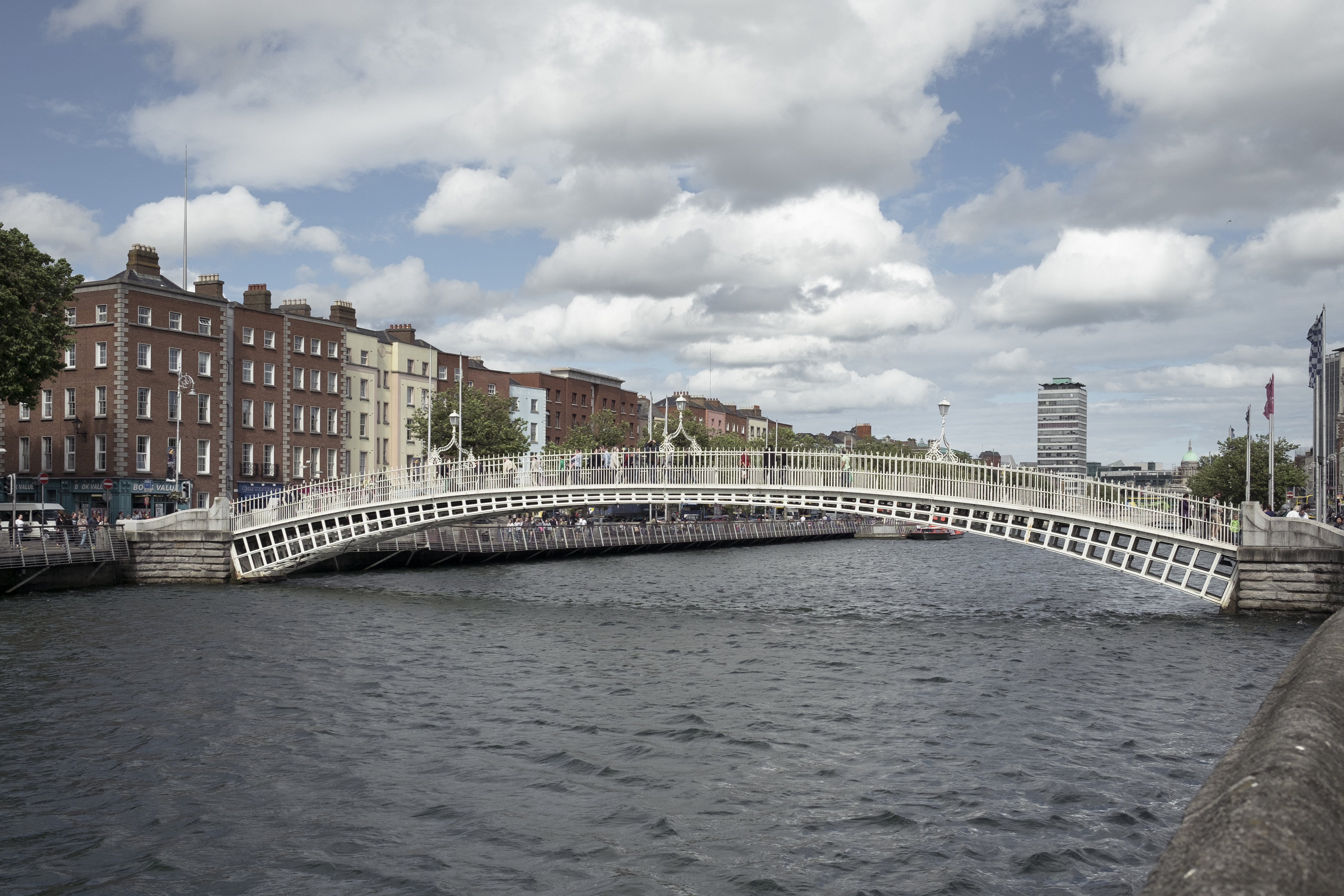
Ha'penny Bridge over de Liffey

De Liffey (Iers: An Life) is een rivier in het oosten van Ierland. De Liffey stroomt vanuit de Wicklow Mountains naar het westen, dan noordoost door Dublin en mondt uit in de Baai van Dublin. De rivier heeft een lengte van 80 kilometer.

## In Dublin
De Liffey is een belangrijke rivier in Dublin, in vroeger dagen was de rivier dé manier om in de stad te komen. Tegenwoordig is de stad afgesloten voor het zware scheepvaartverkeer en kan men de bruggen van de Liffey bij nacht verlicht bewonderen.

### Ha'penny Bridge
De beroemdste brug over de Liffey is de Ha'penny Bridge, de brug waarop tot 1919 een halve penny (vandaar de naam) tol betaald moest worden. In 2001, 2002 is de brug geheel opgeknapt. In het centrum is voor het millennium een "boardwalk" aangelegd waardoor er bij goed weer een mooi stuk langs de Liffey gewandeld kan worden.
- Gemeinsame Normdatei: 4488423-0
- Library of Congress Control Number: sh97001592
- Nationale Bibliotheek van Israël: 987007554156205171
- Virtual International Authority File: 234767948
- WorldCat: E39PBJpYDvWqj9J8GqYPFbpHG3